# Pseudodrassus
Genre
Pseudodrassus est un genre d'araignées aranéomorphes de la famille des Gnaphosidae.

## Distribution
Les espèces de ce genre se rencontrent en Libye, en Turquie et en Chine.

## Liste des espèces
Selon World Spider Catalog (version 22.0, 14/05/2021) :
- Pseudodrassus pichoni Schenkel, 1963
- Pseudodrassus ricasolii Caporiacco, 1935
- Pseudodrassus scorteccii Caporiacco, 1936

## Publication originale
- Caporiacco, 1935 : « Escursione del Prof. Nello Beccari in Anatolia. Aracnidi. » Monitore Zoologico Italiano, vol. 46, p. 283-289.